# Herveo
Herveo – miasto w Kolumbii, w departamencie Tolima.